# Les Petits As
Les Petits As (Pequenos Ases) é um torneio de tênis júnior para jogadores de 12 a 14 anos, realizado em Tarbes, França.
O evento viu vários de seus campeões se tornarem vencedores de torneios Grand Slam, incluindo Rafael Nadal, Michael Chang, Martina Hingis, Kim Clijsters, Jeļena Ostapenko e Bianca Andreescu. Devido à faixa etária relativamente restritiva, poucos jogadores conquistaram o título mais de uma vez, embora Hingis e Timea Bacsinszky o tenham feito. Mais recentemente, o jogador novato espanhol Carlos Boluda [es] se tornou o primeiro menino a fazê-lo.
O torneio é disputado em quadras internas "GreenSet" (duras). Cerca de 7.000 jogadores entram nos torneios de pré-qualificação realizados em toda a França, com esse número sendo reduzido para 350 para a fase de qualificação final e 64 para o torneio final. Desses 64 meninos 48 entram por ranking, 8 por torneio qualificatório e 8 "wild cards", nos seguintes eventos: simples e duplas masculinas, simples e duplas femininas, simples e duplas masculinas para cadeirantes, simples e duplas femininas para cadeirantes. O evento é regulamentado pela International Tennis Federation (ITF) e tem empresas como Lacoste, Tecnifibre [en], E.Leclerc, AXA, Sodexo, L'Équipe e La Dépêche em seu portfólio de parceiros.

## Histórico
A ideia desse torneio partiu de Jacques Dutrey, então empregado de uma loja de esportes de Jean-Claude Knaebel. Este último então criou o torneio ao lado de Hervé Siméon e sua esposa, Claudine, que também é irmã de Jacques Dutrey. Hervé Siméon morreu alguns anos depois e Claudine casou-se novamente com Jean-Claude Knaebel, o casal vem dirigindo o torneio ao lado de Jacques Dutrey.

## Finais

### Simples masculino
| Ano  | Campeão                  | Vice-campeão           | Resultado           |
| ---- | ------------------------ | ---------------------- | ------------------- |
| 2025 | Mario Vukovic            | Tristan Ascenzo        | 6-1, 6-0            |
| 2024 | Michael Antonius         | Izan Banares Lasala    | 4-6, 6-2, 6-0       |
| 2023 | Mark Ceban               | Daniel Jade            | 6-3, 6-2            |
| 2022 | Thijs Boogaard           | Carel Aubriel Ngounoue | 3-6, 6-2, 6-3       |
| 2021 | Maxim Mrva               | Federico Cina          | 6–3, 3-6, 6-0       |
| 2020 | Oleksandr Ponomar        | Janis Rafael Simmen    | 6–4, 6-1            |
| 2019 | Vojtech Petr             | Rashed Nawaf           | 4-6, 6–4, 7–6(7–1)  |
| 2018 | Victor Lilov             | Mikhail Gorokhov       | 6–4, 7–6(7–6)       |
| 2017 | Luca Nardi               | Hamad Međedović        | 6–2, 7–5            |
| 2016 | Stefan Leustian          | Borna Devald           | 6–2, 6–1            |
| 2015 | Tseng Chun-hsin          | Timofey Skatov         | 6–4, 6–1            |
| 2014 | Rayane Roumane           | Nicola Kuhn            | 5–7, 7–5, 6–1       |
| 2013 | Samuele Ramazzotti       | Miomir Kecmanović      | 7–6(10–8), 0–6, 6–0 |
| 2012 | Frances Tiafoe           | William Blumberg       | 6–0, 6–2            |
| 2011 | Henrik Wiersholm         | Bogdan Borza           | 6–2, 5–7, 6–3       |
| 2010 | Quentin Halys            | Noah Rubin             | 6–1, 6–2            |
| 2009 | Nikola Milojević         | Borna Ćorić            | 6–2, 6–3            |
| 2008 | Edward Nguyen            | Liam Broady            | 6–4, 7–5            |
| 2007 | Carlos Boluda            | Christian Harrison     | 6–2, 6–2            |
| 2006 | Carlos Boluda            | Sebastian Lavie        | 7–6(7–3), 6–3       |
| 2005 | Chase Buchanan           | Lazare Kukhalashvili   | 6–4, 4–6, 6–4       |
| 2004 | Andrew Thomas            | Daniel Cox             | 4–6, 6–2, 6–2       |
| 2003 | Donald Young             | Leo Rosenberg          | 6–2, 6–1            |
| 2002 | Dylan Arnould            | Robin Roshardt         | 6–4, 7–6(7–2)       |
| 2001 | Alexandre Krasnoroutskiy | Andy Murray            | 3–6, 7–5, 6–3       |
| 2000 | Rafael Nadal             | Julien Gely            | 6–4, 6–1            |
| 1999 | Richard Gasquet          | Brian Baker            | 7–5, 6–3            |
| 1998 | Matthew Smith            | Mario Ančić            | 6–1, 6–3            |
| 1997 | Julien Maigret           | Carlos Cuadrado        | 2–6, 6–1, 6–2       |
| 1996 | Paul-Henri Mathieu       | Todor Enev             |                     |
| 1995 | Olivier Rochus           | Gasper Martinjak       |                     |
| 1994 | Juan Carlos Ferrero      | Fernando González      |                     |
| 1993 | Miha Gregorc             | Dumitru Caradima       |                     |
| 1992 | Olivier Mutis            | Björn Rehnquist        |                     |
| 1991 | Răzvan Sabău             | Juan Antonio Saiz      |                     |
| 1990 | Maxime Boyé              | Magnus Norman          |                     |
| 1989 | Tommy Shimada            | Gonzalo Corrales       |                     |
| 1988 | Brian Dunn               | Julian Knowle          |                     |
| 1987 | Reinhard Wawra           | David Klein            |                     |
| 1986 | Michael Chang            | Johan Alvén            |                     |
| 1985 | Richard Krajicek         | Philippe Leblanc       |                     |
| 1984 | Frédéric Fontang         | Marek Miskolci         |                     |
| 1983 | Jean-Baptiste Bollée     | Juan Manuel Naves      |                     |

### Simples feminina
| Ano  | Campeã                | Vice-campeã           | Resultado          |
| ---- | --------------------- | --------------------- | ------------------ |
| 2025 | Ekaterina Dotsenko    | Darina Matvejeva      | 6-3, 6-4           |
| 2024 | Mariia Makarova       | Ksenia Ruchkina       | 6-4, 6-3           |
| 2023 | Anna Pushkareva       | Giulia Safina Popa    | 7-5, 6-1           |
| 2022 | Julia Stusek          | Hannah Klugman        | 6-3, 6-3           |
| 2021 | Mathilde Ngijol Carre | Mika Buchnik          | 4-6, 6-2, 6-1      |
| 2020 | Brenda Fruhvirtová    | Clervie Ngounoue      | 6–0, 3–6, 7–5      |
| 2019 | Linda Fruhvirtová     | Sofia Costoulas       | 6–1, 6–0           |
| 2018 | Alexandra Eala        | Linda Nosková         | 5–7, 6–3, 7–6(7–5) |
| 2017 | Maria Timofeeva       | Daria Lopatetska      | 6–3, 4–6, 6–3      |
| 2016 | Marta Kostyuk         | Denisa Hindová        | 6–2, 6–1           |
| 2015 | Anastasia Potapova    | Olga Danilović        | 6–4, 6–4           |
| 2014 | Bianca Andreescu      | Claire Liu            | 6–4, 7–5           |
| 2013 | CiCi Bellis           | Andreea Amalia Roșca  | 6–0, 6–2           |
| 2012 | Jaqueline Cristian    | Tornado Alicia Black  | 6–2, 6–3           |
| 2011 | Jeļena Ostapenko      | Anastasiya Komardina  | 1–6, 6–3, 6–3      |
| 2010 | Kanami Tsuji          | Indy de Vroome        | 4–6, 6–3, 6–4      |
| 2009 | Yulia Putintseva      | Irina Khromacheva     | 6–4, 6–2           |
| 2008 | Daria Gavrilova       | Laura Robson          | 6–3, 6–3           |
| 2007 | Anna Orlik            | Nicole Gibbs          | 6–4, 6–1           |
| 2006 | Gabriela Dabrowski    | Anna Arina Marenko    | 6–3, 6–4           |
| 2005 | Ksenia Pervak         | Gracia Radovanovic    |                    |
| 2004 | Yelena Kulikova       | Madison Brengle       | 6–4, 6–4           |
| 2003 | Timea Bacsinszky      | Raluca Olaru          |                    |
| 2002 | Timea Bacsinszky      | Alisa Kleybanova      |                    |
| 2001 | Vojislava Lukić       | Dia Evtimova          |                    |
| 2000 | Dinara Safina         | Lina Stančiūtė        |                    |
| 1999 | Bethanie Mattek       | Matea Mezak           |                    |
| 1998 | Lina Krasnoroutskaya  | Caroline Raba         |                    |
| 1997 | Kim Clijsters         | Elena Bovina          | 7–5, 3–6, 6–2      |
| 1996 | Jelena Pandžić        | Melissa Middleton     |                    |
| 1995 | Mirjana Lučić         | Justine Henin         |                    |
| 1994 | Anna Kournikova       | Stephanie Kovacik     |                    |
| 1993 | Stephanie Halsell     | Réka Vidáts           |                    |
| 1992 | Martina Hingis        | Rita Kuti-Kis         |                    |
| 1991 | Martina Hingis        | Dally Randriantefy    |                    |
| 1990 | Heike Rusch           | Lindsay Davenport     |                    |
| 1989 | Nicole London         | Zdeňka Málková        |                    |
| 1988 | Anke Huber            | Katherine Denn Samuel |                    |
| 1987 | Kim Kessaris          | Ursula Priller        |                    |
| 1986 | Laxmi Poruri          | Yvonne Grubben        |                    |
| 1985 | Sandrine Jaquet       | Annika Narbe          |                    |
| 1984 | Emmanuelle Derly      | Alexia Dechaume       |                    |
| 1983 | Sybille Niox-Château  | Cécile Bourdaix       |                    |